# Jezioro Oleckie Wielkie
Jezioro Oleckie Wielkie (tysk: Großer Oletzkoer See, 1928 til 1945: Treuburger See) er en 2,05 km² stor sø i Det Masuriske Søområde i Voivodskabet Warmińsko-mazurskie i Polen (tidligere: Østpreussen).
Søen, som gennemstrømmes af floden Lega og er omkring 4600 m lang, op til 1600 m bred og op til 65 m dyb. På den vestlige bred ligger byen Olecko (indtil 1928 Marggrabowa, derefter omdøbt til Treuburg).